# Oconto Falls (thị trấn), Wisconsin
Oconto Falls là một thị trấn thuộc quận Oconto, tiểu bang Wisconsin, Hoa Kỳ. Năm 2010, dân số của thị trấn này là 1.231 người.